# 91 (число)
Вижте пояснителната страница за други значения на 91.
91 (деветдесет и едно) е естествено, цяло число, следващо 90 и предхождащо 92.
Деветдесет и едно с арабски цифри се записва „91“, а с римски цифри – „XCI“. Числото 91 е съставено от две цифри от позиционните бройни системи – 9 (девет) и 1 (едно).

## Общи сведения
- 91 е нечетно число.
- 91 е атомният номер на елемента протактиний.
- 91-вият ден от годината е 1 април.
- 91 е година от Новата ера.

## Любопитни факти
- Това е сборът от квадратите на първите шест числа: 91 = 12 + 22 + 32 + 42 + 52 + 62.
- Михаел Шумахер спечели 91 пъти във Формула 1.